# تیناکی
تیناکی (به لاتین: Tinaki) یک منطقهٔ مسکونی در روسیه است که در استان آستراخان واقع شده‌است.